# Monòleg còmic
El monòleg còmic o monòleg en viu (en anglès, stand-up comedy) és un estil còmic que un humorista realitza davant d'una audiència en directe, generalment parlant-hi directament. L'artista es coneix comunament com a "monologuista". L'humorista generalment explica una sèrie d'històries d'humor, acudits i frases enginyoses normalment en forma de monòleg, número o actuació. Alguns còmics utilitzen accessoris, música o trucs de màgia per millorar els seus espectacles. La comèdia verbal es realitza sovint en clubs de comèdia, bars, discoteques i teatres. Fora de l'actuació en directe, el monòleg còmic sovint es distribueix comercialment a través de la televisió, DVD, CD i internet.